# Paola Deiana
Paola Deiana (Alghero, 5 aprile 1985) è una politica italiana, deputata della XVIII legislatura.
Eletta nelle liste del Movimento 5 Stelle, il 21 giugno 2022 abbandona il Movimento per aderire a Insieme per il futuro, a seguito della scissione guidata dal ministro Luigi Di Maio.